# 梅尔韦·乔班
梅尔韦·乔班（土耳其語：Merve Çoban，1993年1月25日—），土耳其女子空手道运动员。她曾代表土耳其参加2020年夏季奥林匹克运动会空手道比赛，获得女子61公斤级铜牌。